# ۱۶۶۱ (میلادی)
۱۶۶۱ (میلادی) هزار و ششصد و شصت و یکمین سال تقویم میلادی است.

## رویدادها
- بینان‌گذاری شهر سانتاریم در ایالت پارا، برزیل.

## زادگان
- ۳۰ ژانویه – شارل رولن، تاریخ‌نگار فرانسوی (د. ۱۷۴۱)
- ۱۸ دسامبر – کریستوفر پلهم، فیزیک‌دان و مخترع سوئدی (د. ۱۷۵۱)

## درگذشتگان
- ۹ مارس – ژول مازارن، کشیش، دیپلمات، و سیاست‌مدار فرانسوی (ز. ۱۶۰۲)
- ۲۹ دسامبر – مارک آنتوان ژیرار دو سن-امان، شاعر فرانسوی (ز. ۱۵۹۴)